# محلول فلج کننده قلب
محلول فلج کننده قلب یا کاردیوپلژی (به انگلیسی: Cardioplegia) طی جراحی قلب به قلب داده می‌شود تا آسیب ناشی از بیخونی عضلات قلب در حین توقف قلب به حداقل برسد.
رایج‌ترین روش برای توقفانقباض قلبی، تزریق محلول سرد فلج کننده قلب به گردش خون عروق تاجی است. این فرایند عضلات قلب را از آسیب در طول دوره ایسکمی محافظت می‌کند. محلول فلج کننده قلب سرعت متابولیک عضله قلب را کاهش می‌دهد و در نتیجه از مرگ سلولی در طول دوره ایسکمیک جلوگیری می‌کند. این امر با کاهش متابولیسم میوکارد از طریق کاهش بار کاری قلبی و با استفاده از تبرید (معمولاً در دمای ۴ درجه سانتیگراد) به دست می‌آید.
پتانسیل عمل عضله قلبی شامل مراحل باز شدن کانال‌های سریع سدیم، باز شدن کند کانال‌های کلسیم و بالاخره دفع سریع پتاسیم می‌باشد و یون سدیم و کلسیم از راه کانال‌های کلسیمی وارد فیبرهای عضلانی شده و قدرت انقباض قلب تا حدود زیادی به غلظت یون کلسیم مایع خارج سلولی بستگی دارد. پتاسیم سبب عملکرد پتانسیل غشا و پتانسیل عمل و کلسیم سبب ادامهٔ روند انقباض می‌شود. کاردیوی سرد سبب کاهش متابولیسم میوکارد تا ۹۰ درصد و کاردیوی سرد همراه هیپوترمی میوکارد تا ۲۲ سبب کاهش متابولیسم تا ۹۷ درصد می‌شود.